# Теодора Мирчич
Теодора Мирчич (нар. 3 березня 1988) — колишня сербська тенісистка.
Найвищу одиночну позицію світового рейтингу — 249 місце досягла 16 червня 2008, парну — 125 місце — 5 травня 2014 року.
Здобула 3 одиночні та 33 парні титули туру ITF.
Завершила кар'єру 2014 року.

## Фінали ITF
| турніри $100,000 |
| турніри $75,000  |
| турніри $50,000  |
| турніри $25,000  |
| турніри $10,000  |

### Одиночний розряд: 6 (3–3)
| Результат | Ранг | Дата           | Турнір                            | Покриття | Суперниця               | Рахунок  |
| --------- | ---- | -------------- | --------------------------------- | -------- | ----------------------- | -------- |
| Поразка   | 1.   | 11 липня 2004  | ITF Філікстоу, Велика Британія    | Трава    | Аманда Джейнс           | 2–6, 1–6 |
| Перемога  | 1.   | 1 липня 2007   | ITF Сараєво, Боснія і Герцеговина | Ґрунт    | Каролина Йованович      | 6–3, 6–3 |
| Поразка   | 2.   | 27 жовтня 2007 | ITF Saint-Denis, Франція          | Тверде   | Віржині Піше            | 1–6, 3–6 |
| Поразка   | 3.   | 20 лютого 2011 | ITF Анталія, Туреччина            | Ґрунт    | Крістіна Шаховец        | 4–6, 1–6 |
| Перемога  | 2.   | 12 серпня 2012 | ITF Пирот, Сербія                 | Ґрунт    | Ліна Джорческа          | 6–3, 6–1 |
| Перемога  | 3.   | 7 квітня 2013  | ITF Іракліон, Греція              | Килим    | Александра Караманолева | 6–0, 6–1 |

### Парний розряд: 49 (33–16)
| Результат | Ранг | Дата              | Турнір                            | Покриття   | Партнерка             | Суперниці                              | Рахунок                |
| --------- | ---- | ----------------- | --------------------------------- | ---------- | --------------------- | -------------------------------------- | ---------------------- |
| Поразка   | 1.   | 15 вересня 2006   | ITF Торре-дель-Греко, Італія      | Ґрунт      | Емілія Дезідеріо      | Андрея Вайдяну Еріка Занкетта          | 1–6, 6–1, 1–6          |
| Перемога  | 1.   | 23 вересня 2006   | ITF Лечче, Італія                 | Ґрунт      | Катерина Лопес        | Кільдін Шевальє Адріана Серра-Дзанетті | 7–6(4), 6–4            |
| Перемога  | 2.   | 22 жовтня 2006    | ITF Дубровник, Хорватія           | Ґрунт      | Ана Веселинович       | Ана Йованович Полона Ребершак          | 6–4, 7–5               |
| Перемога  | 3.   | 29 жовтня 2006    | ITF Дубровник, Хорватія           | Ґрунт      | Штефані Гайднер       | Александра Лукич Патриція Волльмаєр    | 6–4, 6–3               |
| Поразка   | 2.   | 1 квітня 2007     | ITF Гаммонд, США                  | Тверде     | Марі-Ев Пеллетьє      | Чжань Цзіньвей Тетяна Лужанська        | 1–6, 6–7(3)            |
| Поразка   | 3.   | 9 червня 2007     | Zagreb Ladies Open, Хорватія      | Ґрунт      | Даниця Крстаїч        | Ана Йованович Анастасія Полторацька    | 6–0, 4–6, 1–6          |
| Перемога  | 4.   | 23 червня 2007    | ITF Фонтанафредда, Італія         | Ґрунт      | Мервана Югич-Салкич   | Кармен Клашка Магда Міхалаке           | 6–2, 6–1               |
| Перемога  | 5.   | 29 червня 2007    | ITF Сараєво, Боснія і Герцеговина | Ґрунт      | Каролина Йованович    | Катаріна Полякова Зузана Злохова       | 6–1, 6–0               |
| Перемога  | 6.   | 5 липня 2007      | ITF Бостад, Швеція                | Ґрунт      | Ганна Ноні            | Мервана Югич-Салкич Анна Куманту       | 7–5, 7–5               |
| Перемога  | 7.   | 27 жовтня 2007    | ITF Saint-Denis, Франція          | Тверде     | Марінн Жіро           | Флоранс Аренг Віржині Піше             | 6–2, 7–5               |
| Перемога  | 8.   | 2 грудня 2007     | ITF Сінтра, Португалія            | Ґрунт (i)  | Кароліне Мас          | Неуза Сілва Роксане Вайзенберг         | 6–4, 6–1               |
| Перемога  | 9.   | 21 березня 2008   | ITF Нойда, Індія                  | Тверде     | Ленка Тварошкова      | Келлі Андерсон Шанелль Схеперс         | 6–2, 6–7(7), [10–6]    |
| Поразка   | 4.   | 14 травня 2008    | ITF Щецин, Польща                 | Ґрунт      | Емма Лайне            | Івета Герлова Тереза Гладікова         | 1–6, 4–6               |
| Перемога  | 10.  | 24 травня 2008    | ITF Москва, Росія                 | Ґрунт      | Емма Лайне            | Марія Кондратьєва Оксана Теплякова     | 7–6(5), 6–2            |
| Перемога  | 11.  | 21 червня 2008    | ITF Стамбул, Туреччина            | Тверде     | Ленка Тварошкова      | Штефанія Боффа Нікола Франькова        | 7–5, 7–6(4)            |
| Перемога  | 12.  | 27 липня 2008     | ITF Ле-Контамін, Франція          | Тверде     | Мервана Югич-Салкич   | Юстіна Озга Даріна Шеденкова           | 6–1, 6–4               |
| Поразка   | 5.   | 15 серпня 2008    | Palić Open, Сербія                | Ґрунт      | Мервана Югич-Салкич   | Ольга Брозда Магдалена Кіщиньська      | 3–6, 5–7(6)            |
| Перемога  | 13.  | 30 серпня 2008    | ITF Влардінген, Нідерланди        | Ґрунт      | Мервана Югич-Салкич   | Ірина Кузьміна Анастасія Полторацька   | 6–1, 6–2               |
| Перемога  | 14.  | 22 листопада 2008 | ITF Phoenix, Маврикій             | Тверде     | Ленка Тварошкова      | Келлі Андерсон Наталі Грандін          | 6–4, 3–6, [10–4]       |
| Перемога  | 15.  | 12 квітня 2009    | ITF Шибеник, Хорватія             | Ґрунт      | Наташа Зорич          | Тина Обрез Мика Урбанчич               | 6–0, 6–3               |
| Перемога  | 16.  | 17 липня 2009     | ITF Рим, Італія                   | Ґрунт      | Марія Ірігоєн         | Еліза Бальзамо Стефанія К'єппа         | 7–5, 6–2               |
| Перемога  | 17.  | 5 вересня 2009    | ITF Brčko, Боснія і Герцеговина   | Ґрунт      | Каролина Йованович    | Патріча Кіря Петра Паялич              | 6–4, 6–1               |
| Поразка   | 6.   | 13 вересня 2009   | Open Porte du Hainaut, Франція    | Ґрунт      | Магдалена Кіщиньська  | Олена Чалова Ксенія Ликіна             | 4–6, 3–6               |
| Поразка   | 7.   | 10 жовтня 2009    | ITF Подгориця, Чорногорія         | Ґрунт      | Каролина Йованович    | Ніколе Клеріко Кароліна Косіньська     | 7–6(4), 4–6, [4–10]    |
| Поразка   | 8.   | 25 квітня 2010    | Hardee's Pro Classic, США         | Ґрунт      | Марія Ірігоєн         | Аліна Жидкова Анастасія Якімова        | 4–6, 2–6               |
| Перемога  | 18.  | 12 червня 2010    | ITF Будапешт, Угорщина            | Ґрунт      | Ленка Вєнерова        | Анна Лідавару Флоренсія Молінеро       | 6–4, 6–1               |
| Перемога  | 19.  | 2 липня 2010      | ITF Торунь, Польща                | Ґрунт      | Марія Мірковіч        | Катажина Пітер Барбара Собашкевич      | 4–6, 6–2, [10–5]       |
| Перемога  | 20.  | 10 липня 2010     | ITF Ашаффенбург, Німеччина        | Ґрунт      | Еріка Сема            | Елена Богдан Андреа Коч Бенвенуто      | 7–6(4), 2–6, [10–8]    |
| Поразка   | 9.   | 6 серпня 2010     | ITF Москва, Росія                 | Ґрунт      | Марія Мірковіч        | Надія Гуськова Валерія Соловйова       | 6–7(5), 3–6            |
| Поразка   | 10.  | 15 січня 2011     | ITF Глазго, Велика Британія       | Тверде (i) | Ясмина Тиньїч         | Ульрікке Ейкері Ізабелла Шинікова      | 4–6, 4–6               |
| Перемога  | 21.  | 12 лютого 2011    | ITF Анталія, Туреччина            | Ґрунт      | Марина Шамайко        | Султан Ґьонен Ганна Караваєва          | 6–4, 6–4               |
| Поразка   | 11.  | 29 квітня 2011    | ITF Мінськ, Білорусь              | Тверде (i) | Ніколь Роттманн       | Людмила Кіченок Надія Кіченок          | 1–6, 2–6               |
| Перемога  | 22.  | 18 червня 2011    | ITF Стамбул, Туреччина            | Тверде     | Марта Домаховська     | Даніелла Джефлі Меліс Сезер            | 6–4, 6–2               |
| Перемога  | 23.  | 10 вересня 2011   | Saransk Cup, Росія                | Ґрунт      | Міхаела Бузернеску    | Ева Грдінова Вероніка Капшай           | 6–3, 6–1               |
| Поразка   | 12.  | 19 березня 2012   | ITF Анталія, Туреччина            | Ґрунт      | Клаудія Джовіне       | Евеліна Майр Джулія Майр               | 2–6, 3–6               |
| Перемога  | 24.  | 23 квітня 2012    | ITF Сан-Северо, Італія            | Ґрунт      | Анастасія Гримальська | К'яра Мендо Джулія Суссарелло          | 6–2, 6–4               |
| Перемога  | 25.  | 26 травня 2012    | ITF Тімішоара, Румунія            | Ґрунт      | Андрея Міту           | Ліна Джорческа Далія Зафирова          | 6–1, 6–2               |
| Поразка   | 13.  | 4 червня 2012     | ITF Карші, Узбекистан             | Ґрунт      | Вероніка Капшай       | Валентина Івахненко Катерина Козлова   | 5–7, 3–6               |
| Перемога  | 26.  | 25 червня 2012    | ITF Ізмір, Туреччина              | Тверде     | Ана Богдан            | Еббі Маєрз Меліс Сезер                 | 6–3, 3–0 ret.          |
| Поразка   | 14.  | 25 червня 2012    | Save Cup Mestre, Італія           | Ґрунт      | Река Луца Яні         | Майлен Ору Марія Ірігоєн               | 7–5, 4–6, [8–10]       |
| Поразка   | 15.  | 4 лютого 2013     | ITF Анталія, Туреччина            | Ґрунт      | Ана Богдан            | Джулія Бруццоне Мартіна Карегаро       | 3–6, 6–1, [6–10]       |
| Перемога  | 27.  | 11 лютого 2013    | ITF Анталія, Туреччина            | Ґрунт      | Ралука Елена Платон   | Екатеріне Горгодзе Софія Квацабая      | 1–6, 4–5 ret.          |
| Перемога  | 28.  | 1 квітня 2013     | ITF Іракліон, Греція              | Килим      | Вів'єн Югашова        | Джулія Суссарелло Сара Суссарелло      | 7–5, 6–7(7), [10–4]    |
| Перемога  | 29.  | 8 Кві 2013        | ITF Іракліон, Греція              | Килим      | Марина Мельникова     | Джулія Суссарелло Десіпна Папаміхаїл   | 6–1, 6–4               |
| Перемога  | 30.  | 13 травня 2013    | ITF Балікпапан, Індонезія         | Тверде     | Наомі Броді           | Чень Ї Сюй Їфань                       | 6–3, 6–3               |
| Перемога  | 31.  | 20 травня 2013    | ITF Таракан, Індонезія            | Тверде (i) | Наомі Броді           | Тан Хаочень Тянь Жань                  | 6–2, 1–6, [10–5]       |
| Поразка   | 16.  | 3 червня 2013     | ITF Карші, Узбекистан             | Ґрунт      | Вероніка Капшай       | Маргарита Гаспарян Поліна Пєхова       | 2–6, 1–6               |
| Перемога  | 32.  | 16 вересня 2013   | ITF Добрич, Болгарія              | Ґрунт      | Ксенія Кнолль         | Ізабелла Шинікова Далія Зафирова       | 7–5, 7–6(5)            |
| Перемога  | 33.  | 20 січня 2014     | ITF Дейтона-Біч, США              | Ґрунт      | Ніколь Меліхар        | Ейжа Мугаммад Еллі Вілл                | 6–7(5), 7–6(1), [10–1] |

## Участь у Кубку Федерації

### Одиночний розряд (0–1)
| Розіграш                              | Раунд       | Дата           | Супротивник | Покриття | Суперниця | Результат | Рахунок  |
| ------------------------------------- | ----------- | -------------- | ----------- | -------- | --------- | --------- | -------- |
| Світова група II Кубка Федерації 2008 | Чвертьфінал | 26 квітня 2008 | Хорватія    | Тверде   | Ана Врлич | Поразка   | 4–6, 5–7 |

### Парний розряд (0–2)
| Розіграш                                                | Раунд          | Дата           | Супротивник | Покриття | Партнерка     | Суперниці                             | Результат | Рахунок  |
| ------------------------------------------------------- | -------------- | -------------- | ----------- | -------- | ------------- | ------------------------------------- | --------- | -------- |
| Кубок Федерації 2008, група I зони Європа/Африка, пул D | Коловий турнір | 31 січня 2008  | Польща      | Килим    | Ана Йованович | Клаудія Янс-Ігначик Аліція Росольська | Поразка   | 3–6, 2–6 |
| Світова група II Кубка Федерації 2008                   | Чвертьфінал    | 27 квітня 2008 | Хорватія    | Тверде   | Ана Йованович | Єлена Костанич-Тошич Ана Врлич        | Поразка   | 1–4 ret. |